# Avenue Vladimir-Ilitch-Lénine
Cet article possède un paronyme, voir Avenue Lénine.
L'avenue Vladimir-Ilitch-Lénine est une voie publique de la commune de Nanterre, dans le département français des Hauts-de-Seine. Elle suit le tracé de la route départementale 991.

## Situation et accès
Orientée d'ouest en est, cette avenue commence dans l'axe de l'avenue de Colmar à Rueil-Malmaison, au croisement avec le boulevard National. Elle bifurque légèrement vers le sud en traversant la place du Maréchal-Foch, et se termine place de la Boule.

## Origine du nom

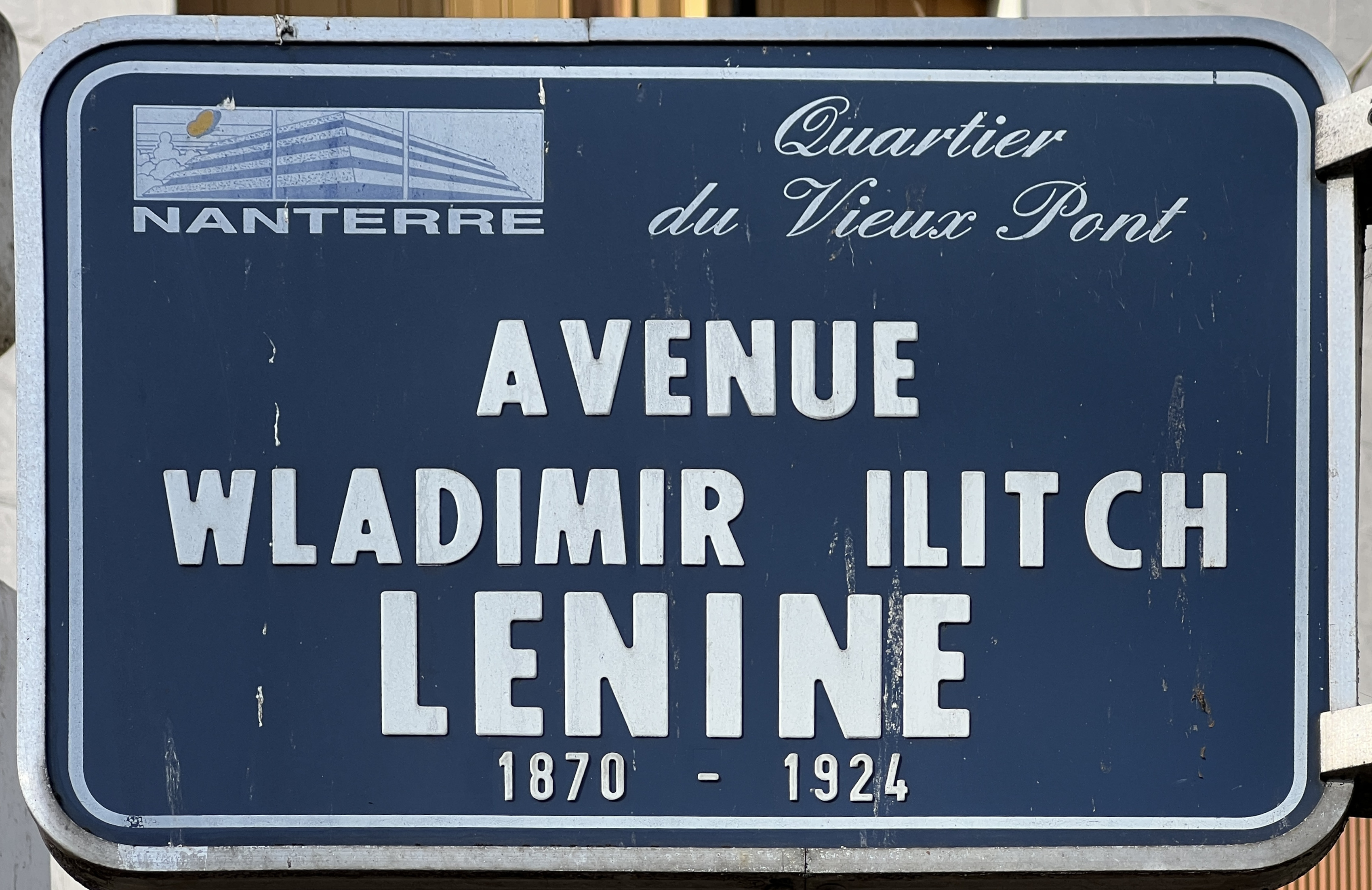
Avenue Vladimir Ilitch Lénine.

Cette avenue a été nommée en hommage à Lénine, fondateur du marxisme-léninisme.

## Historique
Cette avenue était projetée dès les années 1930 et devait recevoir le nom d'avenue Aristide-Briand. Elle fut percée dans les années 1950, entraînant un bouleversement total des environs.
Elle a d'abord été nommée avenue Staline, puis renommée en 1962, neuf ans après la mort du dirigeant soviétique.

## Bâtiments remarquables et lieux de mémoire
- À l'angle du boulevard National, la Résidence des Goulvents, construite en 1972 par les architectes Michel Andrault et Pierre Parat[3]. Sur cet emplacement se trouvait autrefois la fabrique de colle des Goulvents en 1822, puis la Fonderie de Précision en 1919[4].
- Emplacement de l'ancienne usine de cycles Laroche, ensuite occupé par Strafor-Facom[5].